# Aenima
Aenima est un groupe gothique portugais d'ethereal wave/dream pop qui s'est formé en 1997 à Almada, dans la banlieue de Lisbonne.

## Discographie
- 1999 : Revolutions
- 2003 : Sentient
- 2007 : Never Fragile

## Sources
1. ↑  .::Aenima : Sentient : 2003 : Middle Pillar Chronique http://www.obskure.com:::.